# Ільхам Алієв
Ільга́м Гейдар оглу́ Алі́єв (азерб. İlham Heydər oğlu Əliyev, нар. 24 грудня 1961, Баку, Азербайджанська РСР, СРСР) — азербайджанський державний і політичний діяч, чинний президент Азербайджану з 31 жовтня 2003 року.
Багатьма дослідниками режим Алієва характеризується як диктаторський. Успадкував владу від батька, Гейдара Алієва, високопоставленого чиновника КДБ Азербайджанської РСР, що згодом керував країною з невеликою перервою майже 30 років (як Перший секретар ЦК КП Азербайджанської РСР 1969—1982, як Президент Азербайджану 1993—2003). П'ять разів перемагав на президентських виборах (розкритикований опозицією та Венеційською комісією конституційний референдум 2009 року скасував обмеження президентських термінів і дозволив Ільхаму Алієву балотуватись у третій, четвертий та п'ятий рази).

## Життєпис
- Закінчив Московський інститут міжнародних відносин. З 1985 року викладав у цьому ВНЗ.
- З 1991 року займався комерційною діяльністю.
- 1994 року  — призначений першим віцепрезидентом Державної нафтової компанії Азербайджанської Республіки.
- 2000 року — перший заступник голови керівної партії «Єні Азербайджан».
- 2001 року — призначений головою парламентської делегації Азербайджану в Раді Європи.
- 4 серпня — 4 листопада 2003 року — прем'єр-міністр Азербайджану.
- 31 жовтня 2003 року — обраний президентом Азербайджану.
- 15 жовтня 2008 року — обраний президентом на другий термін.
- 9 жовтня 2013 року в Азербайджані відбулися чергові президентські вибори, за результатом яких Ільхам Алієв переобраний на третій термін[7]. Проте, опозиція не погоджувалася з результатами виборів, заявляючи, що в їхньому ході були допущені численні порушення[8].
- 11 квітня 2018 року в Азербайджані відбулися дострокові вибори президента[9] За даними екзит-полу, явка на виборах склала 68,7 %. За чинного президента проголосували 82,71 %[10].
- 8 лютого 2024 року Центральна виборча комісія Азербайджану оприлюднила результати дострокових виборів президента Азербайджану, про які було оголошено 7 грудня 2023 року. Тоді Алієв підписав розпорядження, яким доручив ЦВК Азербайджану призначити позачергові вибори на 7 лютого 2024 року. За даними ЦВК Азербайджану, що в день виборів станом на 17:00 (15:00 за Києвом) виборчі дільниці відвідали майже 4,6 млн осіб — це близько 71 % усіх виборців. Чинний президент країни Ільхам Алієв переміг вп'яте, отримавши 92,05 % голосів. За даними екзит-полу компанії «Oracle Advisory Group», які були опубліковані напередодні, Ільхам Алієв попередньо отримав 93,9 % голосів виборців. До цього Ільхам Алієв вже чотири рази перемагав на президентських виборах: у 2003, 2008, 2013 і 2018 роках[11].

### Ільхам Алієв та Україна
22 травня 2008 року здійснив офіційний візит до Києва, де разом з Віктором Ющенко підписав Декларацію про дружбу і стратегічне партнерство між Україною та Азербайджаном. Ющенко та Алієв також заснували Раду президентів України та Азербайджанської Республіки і підписали її статут.
У квітні 2009 року Віктор Ющенко під час офіційного візиту до Азербайджану, підписав з Алієвим угоду про співпрацю між Службою зовнішньої розвідки України та Міністерством національної безпеки Азербайджану, а також рамкову угоду між урядами України й Азербайджану щодо співробітництва у сфері освоєння космічного простору в мирних цілях.
14 липня 2016 року Петро Порошенко здійснив офіційний візит до Баку, де результатами переговорів з Алієвим сторони підписали низку документів, спрямованих на поглиблення двосторонньої співпраці, зокрема питання співпраці у паливно-енергетичній сфері.
12 квітня 2018 року Порошенко привітав Алієва з переобранням президентом Азербайджану на четверний термін.
12 червня 2018 року за участю президентів Азербайджану, Туреччини та України відбулася церемонія відкриття Трансанатолійського газопроводу у турецькому місті Ескішехір.
22 квітня 2019 року привітав Володимира Зеленського з обранням на пост Президента України.
26 березня 2020 в результаті телефонної розмови Зеленського та Алієва було досягнуто домовленості про надання гуманітарної допомоги для боротьби з коронавірусом. У травні 2020 року Азербайджан надав Україні 23 тонни гуманітарної допомоги, у тому числі медичні маски, захисні костюми, термометри, дезінфектори та інше обладнання.
У січні 2022 року здійснив офіційний візит до Києва, де підтвердив позицію Азербайджану щодо суверенітету та територіальної недоторканності обох країн.
8 лютого 2024 Володимир Зеленський привітав Ільхама Алієва з переобранням президентом Азербайджану.
17 лютого 2024 року Алієв та Зеленський провели зустріч на полях Мюнхенської безпекової конференції. На відкритті переговорів вони вкотре заявили про підтримку територіальної цілісності обох держав.
19 липня 2025 року Алієв, відповідаючи на запитання українського журналіста Дмитра Гордона порадив Україні ніколи не миритися з окупацією її територій з боку Росії.

## Родина
Має двох дочок: Лейлу (* 1986) та Арзу (* 1989). Молодша донька 4 вересня 2011 р. одружилася з 23-річним Самедом Курбановим.
Арзу Алієва  — співвласниця Silk Way Holding, який надає послуги в міжнародному аеропорту Азербайджану і в авіаційній сфері, складається з 23 компаній з капіталом у кілька десятків мільйонів євро, має 3000 співробітників.

## Нагороди
- Орден Свободи (Україна, 18 листопада 2013) — за визначні особисті заслуги у зміцненні українсько-азербайджанських міждержавних відносин[24][25]
- Орден князя Ярослава Мудрого I ст. (Україна, 19 травня 2008) — за визначний особистий внесок у зміцнення українсько-азербайджанських відносин[26]
- Відзнака «Іменна вогнепальна зброя» (Україна, 28 жовтня 2010)[27]